# Vtáčnik
Il Vtáčnik (in slovacco Veporské vrchy) è un massiccio montuoso della Slovacchia parte dei Carpazi.

## Classificazione
Il Vtáčnik ha la seguente classificazione:
- catena montuosa = Carpazi
- provincia geologica = Carpazi Occidentali
- sottoprovincia = Carpazi Occidentali Interni
- area = Monti Slovacchi Centrali
- gruppo = Vtáčnik.